# ジンクス (錦戸亮の曲)
『ジンクス』は、錦戸亮の楽曲。2021年7月7日にNOMAD RECORDSから配信限定シングルとしてAmazon Music限定でストリーミング配信された。

## 概要
- 前作『オモイデドロボー』から約1年7か月振りのリリース[注 2]。
- 本曲は自身が主演するAmazon Music配信短編映画『No Return』の主題歌である[3]。
  - 同映画はAmazon Musicが企画する「音楽×短編映画」の組み合せで音楽作品と映像作品を制作・配信する新プロジェクト『Amazon Music presents Music4Cinema』の1作品として制作され、自身が主演を務めた2018年の映画『羊の木』[7]の監督である吉田大八が脚本・監督を務めた[3]。
  - 自身の独立後初のタイアップ及びソロ楽曲初の映画主題歌である[注 3]。
  - 自身初のタイアップへの書き下ろし楽曲の提供に対し、錦戸は「僕自身が何かの作品に向けて楽曲を作るっていうのが、正直、初めてに近い状況だったので、作品のイメージにも合うようにしないといけないですし、そこでのバランスの取り方っていうのがまあまあ難しかったです」「今、僕が出来る事は詰め込んだつもりなので、観た人が世界観にあってたなと思ってもらえると嬉しいです」とコメントした[8]。
  - 初の映画主題歌の書き下ろしと言う事もあり、「どこまで応えられるのか、自分がどこまでできるのか、正直わからなかった」と葛藤がありながらも「いつも自分が言いたいことだったり、その時思いついたことを曲にしていたが、1個の作品の中に溶け込めるようにやるにはどうしたらいいのか」を考え制作され[9]、本曲に対して錦戸は「自分の思いがどうこうというよりも、とにかく(吉田)監督の求めるものに応えたいっていう気持ちが、いちばん大きかった」とコメントしている[10]。
  - 楽曲制作は約3ヶ月以上を費やしており、歌詞作りや演奏面は、監督・脚本の吉田に対して自身が書いたものを送り、「ここ違う言い回しできないかな」等のやり取りを行い、「もう1回ゼロでちゃんと書いてみよう」と思って書いた歌詞がほぼ完成形の歌詞となった[9]。
  - 本曲の楽曲制作を終えた後、タイアップの無い曲を作ったら1日で完成したと言い、「それ(本曲の制作)があったからこそ1日でできた。意見をあおぎながらやることはなかったので、僕にとっても良い経験になった」とミュージシャンとしての自信に繋げた[9]。
- 2021年7月7日、Amazon Musicのストリーミング配信限定で『ツキノハナシ』と同時に独占配信された[5][4][注 1]。
- 2022年11月30日、3rdアルバム『Nocturnal』に本曲を収録予定[11]。約1年半越しのCD化となった。

## 収録曲
1. ジンクス - [4:52]
作詞・作曲・編曲：錦戸亮
  - Amazon Music配信短編映画『No Return』主題歌[3][4]

## 収録作品

### ストリーミング配信限定作品

#### 単曲
- ストリーミング配信『ジンクス (AMAZON ORIGINAL)』

#### サウンドトラック
- ストリーミング配信『『Music4Cinema』オリジナルサウンドトラック』

### アルバム
- 3rdアルバム『Nocturnal』

### 映像作品

#### ライブ映像
- 4thライブBlu-ray/DVD『錦戸亮 LIVE 2021 "SHABBY"』

※通常盤の特典CDにはライブ音源を収録。
- 5thライブBlu-ray/DVD『錦戸亮 LIVE TOUR 2022 "Nocturnal"』

※通常盤の特典CDにはライブ音源を収録。